# Orde Merentibus

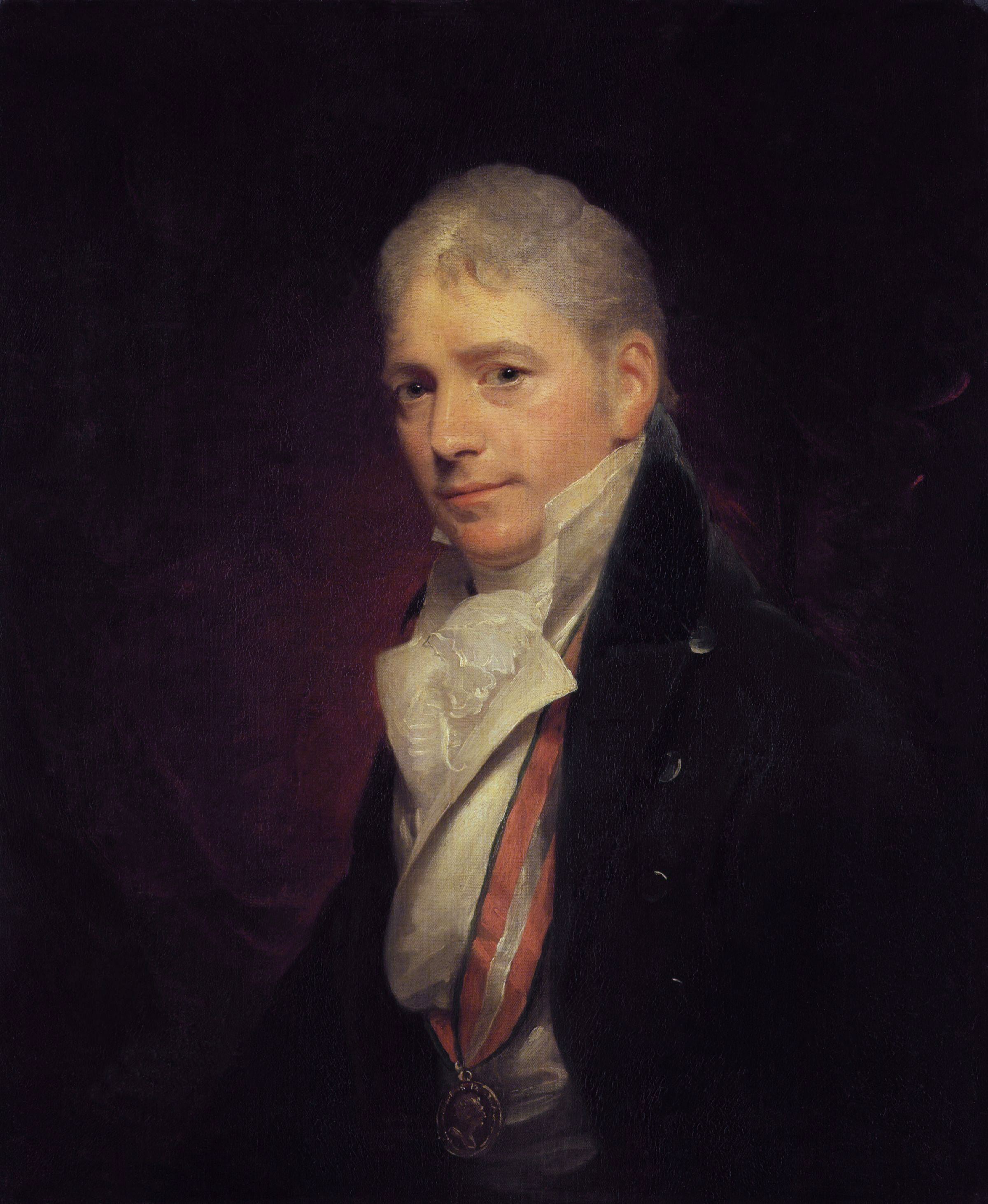
De schilder Francis Bourgeois met onderscheiding

De Merentibusorde was een in 1766 ingestelde Poolse ridderorde. Deze orde van verdienste, de Latijnse naam betekent niets meer of minder, werd op 12 april 1791 aan de schilder Francis Bourgeois uitgereikt.